# Rudolf del Zopp

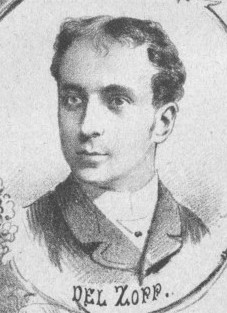
Rudolf del Zopp

Rudolf Karl del Zopp (* 3. März 1861 in Wien; † 29. Januar 1927 in Berlin) war ein österreichischer Opernsänger (Tenor), Schauspieler, Filmregisseur und Drehbuchautor.

## Leben
Der Sohn des Rauchfangkehrermeisters Joseph Martin Maria Del Zopp († 2. August 1884; Alter: 62) trat 1877 am Sulkowskitheater (Übungstheater) in Wien-Margareten erstmals auf. Frühe Engagements führten ihn unter anderem nach Teplitz, Karlsbad, Breslau und Bern. Sein Debüt als Sänger gab er 1886. Von 1886 bis 1888 gehörte er dem Theater Linz, von 1888 bis 1889 dem Friedrich Wilhelmstädtischen Theater in Berlin, von 1888 bis 1892 dem Theater an der Wien und von 1892 bis 1893 dem Theater Klagenfurt an.
Von 1893 bis 1894 spielte er am Theater am Gärtnerplatz in München, 1894 bis 1895 am Stadttheater Innsbruck, 1895 bis 1896 am Stadttheater Salzburg, 1896 bis 1897 am Theater Preßburg und von 1897 bis 1899 am Theater von Hermannstadt. Del Zopp war zu dieser Zeit vor allem Operetteninterpret.
Danach gastierte er von Wien aus unter anderem in Prag, Karlsbad und Linz, später in Berlin. Am 10. Januar 1891 sang er am Theater an der Wien in der Uraufführung der Operette Der Vogelhändler die Rolle des Stanislaus. Am 29. Juli 1899 wirkte er am Wiener Sommertheater bei der Uraufführung der Operette Die Landstreicher mit.
Danach wandte er sich der neuartigen Kinematographie zu und fand hier sowohl als Schauspieler wie auch als Regisseur und Drehbuchautor ein weites Arbeitsfeld. Seit Beginn der 20er Jahre erhielt er keine Regieaufträge mehr und beschränkte sich auf seine schauspielerische Tätigkeit. Er war in erster Ehe mit der Sopranistin Josefine Wiesner (Bühnenname: Rakesch) verheiratet, in zweiter Ehe mit der Schauspielerin, Sängerin und Filmdrehbuchautorin Luise del Zopp.
Rudolf del Zopp verstarb nach schwerer Krankheit im Krankenhaus Moabit (im Elend). Er wurde am 3. Februar 1927 auf dem Friedhof von Stahnsdorf, Land Brandenburg, beerdigt.

## Filmografie
- 1908: Buchholzens Abenteuer im Hochgebirge (Schauspieler)
- 1910: Pro Patria (Schauspieler)
- 1911: Im Glück vergessen (Schauspieler)
- 1912: Adressatin verstorben (Schauspieler)
- 1912: Mama (Drehbuch)
- 1912: Die Nachbarskinder (Drehbuch)
- 1912: Die Mauritiusmarke (Regie, Drehbuch)
- 1912: Maskierte Liebe (Schauspieler)
- 1912: Um fremde Schuld – Eine Episode aus dem Leben (Schauspieler)
- 1912: Fräulein Chef (Schauspieler)
- 1912: Ein Blick in den Abgrund (Schauspieler)
- 1912: Die Dame in Schwarz (Regie, Drehbuch (?), Schauspieler)
- 1913: Des Alters erste Spuren (Schauspieler)
- 1913: Hurrah! Einquartierung! (Schauspieler)
- 1913: Wer ist der Täter? (Schauspieler)
- 1913: Die Jagd nach der Hundertpfundnote oder Die Reise um die Welt (Drehbuch)
- 1913: Die Sumpfblume (Drehbuch)
- 1913: Motiv unbekannt – Das Drama einer Ehe (Schauspieler, Drehbuch)
- 1913: Das Teufelsloch (Regie)
- 1913: Radium (Regie)
- 1913: Der Herr der Welt (Regie, Drehbuch)
- 1914: Deutsche Helden (Schauspieler)
- 1914: Frida (Schauspieler, Drehbuch)
- 1914: Eine Nacht in Berlin oder Die Löwen sind los (Regie, Drehbuch)
- 1915: Strohfeuer (Drehbuch)
- 1915: Kammermusik (Schauspieler)
- 1915: Brot! (Regie, Drehbuch)
- 1915: Die Austernperle (Regie, Drehbuch)
- 1915: Evas Seelengröße (Schauspieler, Regie, Drehbuch)
- 1915: Sein erstes Kind (Regie, Drehbuch)
- 1915: Hut Nr. E.W. 2106 V (Regie, Drehbuch)
- 1915: Das Rätsel von Sensenheim (Regie)
- 1915: Überlistet (Schauspieler, Regie, Drehbuch)
- 1915: Das Abenteuer des van Dola (Regie, Drehbuch)
- 1915: Die Beichte einer Verurteilten (Regie, Drehbuch)
- 1915: Und sie fanden sich wieder (Regie)
- 1915: Die Söhne des Grafen Steinfels (Regie, Drehbuch)
- 1916: Ein goldenes Geschäft (Regie, Schauspieler)
- 1916: Die alte Schere (Regie)
- 1916: …es hat nicht sollen sein (Regie, Drehbuch)
- 1916: Die Himbeerspeise (Regie, Drehbuch)
- 1916: Der höchste Wurf (Schauspieler, Regie, Drehbuch)
- 1916: Das Spiel ist aus (Regie)
- 1916: Die Nixenkönigin (Drehbuch)
- 1917: Die Bronzeschale (Regie)
- 1917: Die ledige Frau (Regie, Drehbuch)
- 1917: Eine Perle auf dunklem Grunde (Regie)
- 1918: Der Dornenweg (Schauspieler, Regie)
- 1919: Dämon der Welt. 1. Das Schicksal des Edgar Morton
- 1919: Die Ehrenreichs (Regie, Drehbuch)
- 1919: Nur ein Zahnstocher (Regie, Drehbuch)
- 1919: Das Tor der Freiheit (Schauspieler)
- 1919: Die Verführten (Schauspieler)
- 1919: Das wandernde Auge (Regie)
- 1919: Dämon der Welt. 1. Das Schicksal des Edgar Morton (Drehbuch)
- 1920: Dämon der Welt. 2. Wirbel des Verderbens (Drehbuch)
- 1920: Dämon der Welt. 3. Das goldene Gift (Regie, Drehbuch)
- 1921: Dämonische Treue (Regie, Drehbuch)
- 1921: Filmbanditen (Regie, Drehbuch)
- 1922: Die vom Zirkus (Schauspieler)
- 1922: Lola Montez, die Tänzerin des Königs (Schauspieler)
- 1922: Der Mann aus Stahl (Schauspieler)
- 1922: Der Todesreigen (Schauspieler)
- 1923: Buddenbrooks (Schauspieler)
- 1923: Das Haus ohne Lachen (Schauspieler)
- 1924: Das Haus am Meer (auch: Die Verkauften) (Schauspieler)
- 1925: Schiff in Not (Schauspieler)
- 1925: Die Verrufenen (Schauspieler)
- 1926: Die elf Schill’schen Offiziere (Schauspieler)
- 1926: Deutsche Herzen am deutschen Rhein (Schauspieler)

## Publikationen
- Rudolf del Zopp: Salome. Humorist. Gedicht. Iuvania. Salzburg 1906, OBV.